# Metopa

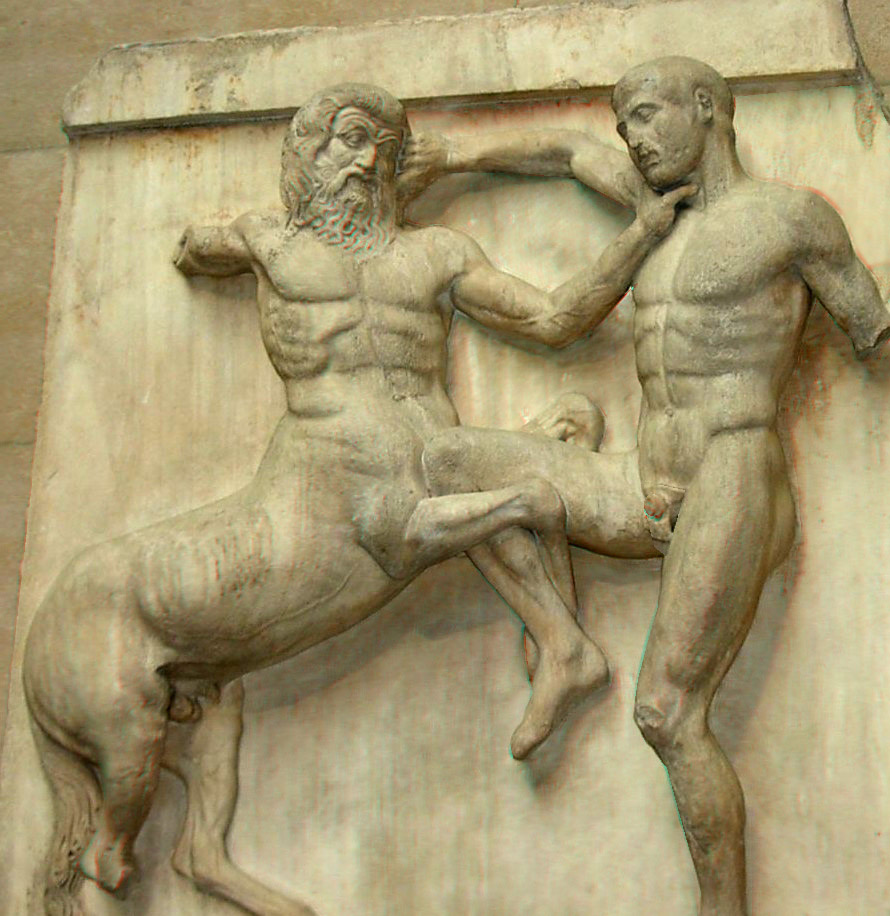
Metopa architektoniczna

Metopa – element dekoracyjny występujący w architekturze i sztukach plastycznych. 
W starożytnym budownictwie greckim oraz rzymskim – kwadratowa lub prostokątna płyta na fryzie belkowania, między tryglifami, w doryckim porządku architektonicznym.
W budownictwie drewnianym metopa wykonywana była z  terakoty i zamykała przestrzeń między wystającymi na zewnątrz budynku końcami belek stropowych.
W budownictwie kamiennym była najczęściej zdobiona płaskorzeźbą. Sceny przedstawiane na metopach łączyły się zwykle w cykle tematyczne.
Metopy występują również w monumentalnych budowlach wznoszonych według wzorców architektury antycznej w stylu klasycystycznym i eklektycznym historyzmie.
W starogreckim malarstwie ceramicznym terminem tym określa się wyraźnie wyodrębnione, zbliżone do kwadratu pole umieszczane na brzuścu naczynia i wypełnione kompozycją (przedstawieniem figuralnym) jako element dekoracyjny typowy dla stylu czarnofigurowego.